# David Brand (piłkarz)
David Brand (ur. 25 października 1951 w Manchesterze) – angielski piłkarz, grający na pozycji napastnika, trener piłkarski.

## Kariera klubowa
Występował jako napastnik w Stockport County F.C. i Wigan Athletic F.C.. Wyjechał do Australii w 1976 roku, aby zagrać w Gosnells City, w sezonie 1978/79 bronił barw klubu Urban Services w Hongkongu. W 1980 roku został piłkarzem nowozelandzkiego Napier City Rovers.

## Kariera trenerska
W 1990 rozpoczął karierę szkoleniowca. Od 2002 do 2005 pracował na stanowisku głównego trenera reprezentacji Samoa. W 2007 stał na czele reprezentacji Samoa Amerykańskiego, z którą pracował do 2010 roku.